# Лена Кройндль
Лена Кройндль (нім. Lena Kreundl, 19 грудня 1997) — австрійська плавчиня.
Учасниця Олімпійських Ігор 2016 року.